# Melierdialog

Melos 416 v. Chr. zwischen den Hegemonialmächten Athen und Sparta

Der Melierdialog bezeichnet eine berühmte Episode im Geschichtswerk „Der Peloponnesische Krieg“ des griechischen Historikers Thukydides (Buch 5, Kapitel 84–116). Dabei handelt es sich um die in Wechselreden gefasste Auseinandersetzung einerseits zwischen den Vertretern der mit Krieg drohenden Hegemonialmacht Athen, die ultimativ die Unterwerfung der Inselbewohner von Melos unter das attische Seebund-Regime verlangen, und den Verhandlungsführern der Melier andererseits, die Melos die Unabhängigkeit von Athen zu erhalten suchen.
Es war weder die militärische Bedeutung dieses Konflikts, den Athen zu Zeiten eines mit Sparta vereinbarten Friedens 415/16 v. Chr. in zeitlicher Nähe zu anderen Unternehmungen vorantrieb, noch eine strategisch besondere Lage von Melos, die Thukydides dazu veranlassen konnten, diese Vorgänge auf eine in seinem Werk einmalige Weise zu behandeln. Denn die Schilderung des tatsächlichen Geschehens spielt gegenüber dem Austausch der beiderseitigen Motivlagen im Dialog nur eine knapp gehaltene, randliche Rolle. Thukydides kann im Hinblick auf die inhaltliche und formale Ausgestaltung dieses Dialogs aber so verstanden werden, dass er damit den Wendepunkt in der Geschichte der Großmacht Athen markieren wollte. Denn was zeitlich darauf unmittelbar folgte, war die für Athen katastrophal endende und seinen Machtniedergang einleitende Sizilienexpedition.
Thukydides, der menschliches Handeln auf bestimmte naturgegebene Motivkonstanten zurückführte und mit seinem Werk den Anspruch erhob, „ein Besitztum für immer“ zu hinterlassen, hat im Melierdialog nicht wiedergegeben, so Wolfgang Will, was Athener und Melier einander tatsächlich sagten, sondern das, was sie „gedacht haben, ansonsten aber in öffentlicher Rede hinter diplomatischen Floskeln verbargen.“ Der Dialog zeigt völlig unverhüllt, welche Positionen einerseits die übermächtigen Athener und andererseits die unterlegenen Melier zum „Recht des Stärkeren“ einnahmen.

## Die Ausgangslage
Die Athener waren mit einer Flotte von 38 Trieren (darunter auch Verbündete aus Chios und Lesbos) auf Melos gelandet, um die Insel zu unterwerfen, die sich bis dahin als einzige der Kykladen neutral verhalten und den Beitritt zum Attischen Bund verweigert hatte, da sie eine Kolonie Spartas war. Die athenischen Feldherren schickten Unterhändler in die Stadt mit dem Ziel, die Melier von den Vorteilen einer freiwilligen Unterwerfung zu überzeugen.

## Standpunkte und Argumente im Dialog
Anders als wohl von den Athenern beabsichtigt und für günstig gehalten, gelangen sie mit ihrer Botschaft nicht vor die Volksversammlung der Melier, sondern vor die Behörden und den Rat der Adligen von Melos. Die von Thukydides gestaltete Verhandlung umfasst bis zur Beschlussfassung der Melier 14 Beiträge der Athener und 13 der Melier, wobei die Einlassungen der Athener auch an Länge ein leichtes Übergewicht aufweisen. Die Erörterung behandelt neben Fragen von Macht und Recht im zwischenstaatlichen Verhältnis auch die Chancen wohlwollender Neutralität und entschlossenen Widerstands.

### Recht und „schöne Worte“
Angesichts der vorgefahrenen athenischen Streitkräfte zeigen sich die Melier von Anbeginn skeptisch, mit ihren Rechtsgründen durchdringen zu können, und sehen für sich am Ende nur die Wahl zwischen Krieg und Knechtschaft. Die Athener verzichten bei Thukydides explizit darauf, mit „schönen Worten“ bzw. mit „endlosen und unglaubhaften Reden“ ihre Forderung zu begründen, etwa im Hinblick auf ihre Verdienste in den Perserkriegen. Vielmehr heben sie geradewegs hervor, die Melier wüssten doch so gut wie sie selbst, dass Recht in den menschlichen Verhältnissen nur bei Gleichheit der Kräfte zur Geltung komme, dass aber ansonsten die Überlegenen das Mögliche für sich durchsetzten und die Schwächeren sich dem zu fügen hätten.

### Am Leben bleiben zum beiderseitigen Nutzen
Die Melier halten den Athenern die Leichtfertigkeit der Preisgabe des Rechts vor, könnten doch auch einmal diese selbst wieder in die Lage kommen, nach dem Verlust ihrer Machtposition auf rechtliches Denken und Handeln anderer angewiesen zu sein. Dagegen zeigen sich die Athener von einem möglichen Machtverlust in der Zukunft wenig beeindruckt; damit fertig zu werden, möge man getrost ihnen überlassen. Hier und jetzt gehe es ihnen darum, Melos zu erhalten, um es sich zum Vorteil beider Seiten dienstbar zu machen. Denn unterwürfen sich die Melier, könnten die Athener ihre Streitmacht schonen; die Melier aber blieben am Leben und behielten als Untertanen ihr Land.

### Umstrittene Neutralität
Ob es den Athenern nicht genügen könne, fragen die Melier, dass Melos sich unter Wahrung eines freundlich-neutralen Verhältnisses zu ihnen keiner der beiden Kriegsparteien anschlösse. Nein, antworten die Athener, denn die besagte Freundschaft ließe sie in ihrer Machtposition bei anderen als schwächlich erscheinen, während der Hass der Unterworfenen ihre Stärke betone. Als die Melier darauf hinweisen, dass die Athener mit einem solchen Vorgehen gegen Melos alle zu Feinden machen müssten, die sich noch bis dato in dem Konflikt neutral gehalten hätten, heißt es seitens der Athener, dass man von den unentschiedenen Festlandstädten diesbezüglich wenig zu fürchten habe – anders als im Seereich von den unterworfenen wie von den noch nicht unterworfenen Inseln wie Melos.

### Widerstand zwischen Hoffnung und Illusion
Die letztere Einschätzung der Athener in dem von Thukydides zusammengestellten Dialog bringt die Melier zu der Schlussfolgerung, dass in einer Lage, in der die Athener auf der einen und die von ihnen Unterworfenen auf der anderen Seite bereit seien, gegeneinander das Äußerste zu wagen, „so wäre es doch von uns noch Freien gar zu niedrig und feig, nicht jeden Weg zu versuchen, eh wir Sklaven werden.“ Auf irreführende Hoffnungen, halten die Athener dagegen, sollten die Melier in ihrer Lage nicht setzen: „und tut es nicht den vielen gleich, die, statt auf Menschenwegen die noch mögliche Rettung zu ergreifen, sobald in der Bedrängnis die klaren Hoffnungen sie verlassen, auf die verschwommenen bauen: Weissagung, Göttersprüche und all dieses, was mit Hoffnungen Unheil stiftet.“
Die Melier räumen ein, dass sie den Kampf unter sehr nachteiligen Bedingungen aufnehmen müssten; doch sei Zuversicht angesichts ihrer gerechten Sache und des gewiss zu erwartenden Beistands durch den Spartanischen Bund nicht unvernünftig. Die Athener wiederum erklären ihr Handeln für übereinstimmend mit den Gesetzen der menschlichen Natur und spotten über den vermeintlichen Unverstand der Melier: „Wegen eurer Spartanerhoffnung aber, die ihr hegt, sie würden um ihrer Ehre willen euch gewiß helfen, da preisen wir euch selig für euren Kinderglauben, ohne eure Torheit euch zu neiden.“ Nach je drei weiteren Reden und Gegenreden zu den Beistandsperspektiven in einem Abwehrkampf der Melier gegen Athens Unterwerfungsverlangen endet die Verhandlung mit der Aufforderung der Athener, bei dem anstehenden Beschluss mitzubedenken: „Wer seinesgleichen  nicht nachgibt, dem Stärkeren wohl begegnet, gegen den Schwächeren Maß hält, der fährt meist am besten. So prüft also auch noch, während wir draußen warten, und bedenkt wieder und wieder: ihr beschließt über euer Vaterland, dieses eine Vaterland, und auf diesen einen Beschluß, der treffen oder mißglücken kann, kommt es an.“

## Untergang der Melier
Nach der Beratung erklärten die melischen Oligarchen in einer kurzen Wiederaufnahme des Dialogs, dass sie ihre seit 700 Jahren bestehende Freiheit nicht aufgeben, sondern sich dem Beistand der Götter und der Spartaner anvertrauen und einer Unterwerfung widersetzen wollten.
Die Athener begannen daraufhin mit der Belagerung der Stadt. Sie hatten an eigenen Truppen 1.200 Hopliten, 300 Schützen und 20 Reiterschützen übergesetzt, sowie von den Verbündeten 1.500 Schwerbewaffnete. Die Feldherren Kleomedes und Teisias ließen den Ort zuerst mit einer Belagerungsmauer umschließen, und nachdem sie die Wachen eingeteilt hatten, fuhren sie mit ihrer Hauptmacht wieder ab.
Bei zwei nächtlichen Ausfällen gelang es den Meliern, einige von den Wachleuten zu töten und Getreidevorräte in die Stadt zu schaffen. Die Hoffnungen der Belagerten auf spartanischen Entsatz zerschlugen sich jedoch, und im Winter litt das Städtchen schweren Hunger, der in späteren Jahrhunderten sprichwörtlich wurde („melischer Hunger“).
Nach dem zweiten Ausfall führten die Athener die Belagerung wieder energischer und sandten ein neues Heer unter dem Befehl des Philokrates. Da zuletzt auch noch Verrat hinzu kam, ergab sich Melos schließlich auf Gnade oder Ungnade.
Über das Los der Gefangenen beschloss die Volksversammlung in Athen gemäß dem Antrag des Alkibiades. Thukydides widmet ihrem Schicksal wenige Sätze:

„Die Athener richteten alle erwachsenen Melier hin, soweit sie in ihre Hand fielen, die Frauen und Kinder verkauften sie in die Sklaverei. Den Ort gründeten sie selber neu, indem sie später 500 attische Bürger dort ansiedelten.“

Über zehn Jahre später, nach der endgültigen Niederlage Athens im Peloponnesischen Krieg im Jahr 404 v. Chr., veranlasste Sparta die Rückführung der letzten überlebenden Melier auf ihre Insel.

## Rezeption
Manches von dem, was über Thukydides und sein Werk gesagt worden ist, bezieht sich auf den Melierdialog oder schließt ihn ein. Jacob Burckhardt sah darin die „vollständigste Philosophie der Macht des Stärkeren“. Für Friedrich Nietzsche war Thukydides der „Menschen-Denker“ einer Kultur der „unbefangensten Weltkenntnis“ und der Melierdialog das „furchtbare Gespräch“.
Wolfgang Will nennt den Melierdialog einen zeitlosen Text, „der zu den wichtigen der Weltliteratur zählt und nach knapp 2500 Jahren noch keine Altersspuren zeigt“. Einfachen Deutungen aber entziehe er sich: „Athener und Melier sprechen unkommentiert, und Thukydides sagt nicht, welche Argumente er billigt und welche er verurteilt, ob er das Geschehen als kriegsnotwendig akzeptiert oder kritisiert, ob er die Partei der Unterlegenen ergreift oder sich seiner Heimatstadt verpflichtet sieht.“ Er maskiere seine Meinung, indem er sie auf widersprüchliche Weise verschiedenen Personen in den Mund lege. „Thukydides legt nahe, Schlüsse zu ziehen, aber er nimmt dem Leser die Arbeit nicht ab.“
Auch zeitgenössische Poeten hat der Text in seinen Bann gezogen, so zum Beispiel Giannis Ritsos, der 1969 den Gedichtband Milos geschleift herausbrachte, oder Bob Dylan, der sich in Chronicles, Volume One davon beeinflusst zeigt. Simon Werle hat den Melierdialog als Grundlage in seinem Drama Die Invasion (2001) herangezogen.

## Übersetzungen
- Thukydides: Der Peloponnesische Krieg. Herausgegeben und übersetzt von Georg Peter Landmann. Düsseldorf, Zürich, Artemis und Winkler 2002, ISBN 3-7608-4103-1
- Thukydides: Der Peloponnesische Krieg. Griechisch-deutsch. Übersetzt von Michael Weißenberger. Mit einer Einleitung von Antonios Rengakos. de Gruyter, Berlin / Boston 2017, ISBN 978-3-11-037858-0.